# Gzy (gromada)
Gzy – dawna gromada, czyli najmniejsza jednostka podziału terytorialnego Polskiej Rzeczypospolitej Ludowej w latach 1954–1972.
Gromady, z gromadzkimi radami narodowymi (GRN) jako organami władzy najniższego stopnia na wsi, funkcjonowały od reformy reorganizującej administrację wiejską przeprowadzonej jesienią 1954 do momentu ich zniesienia z dniem 1 stycznia 1973, tym samym wypierając organizację gminną w latach 1954–1972.
Gromadę Gzy z siedzibą GRN w Gzach utworzono – jako jedną z 8759 gromad na obszarze Polski – w powiecie pułtuskim w woj. warszawskim, na mocy uchwały nr VI/10/17/54 WRN w Warszawie z dnia 5 października 1954. W skład jednostki weszły obszary dotychczasowych gromad Borza Przechy, Borza Strumiany, Borza Nowe, Gzy, Gzy-Wisnowa, Grochy-Serwatki, Kozłówka, Ołdaki i Sulnikowo ze zniesionej gminy Kozłowo w tymże powiecie. Dla gromady ustalono 12 członków gromadzkiej rady narodowej.
31 grudnia 1959 do gromady Gzy przyłączono obszar zniesionej gromady Grochy Stare w tymże powiecie.
31 grudnia 1961 do gromady Gzy włączono obszar zniesionej gromady Przewodowo Parcele w tymże powiecie.
Gromada przetrwała do końca 1972 roku, czyli do kolejnej reformy gminnej. 1 stycznia 1973 w powiecie pułtuskim utworzono gminę Gzy.